# Чрезвычайный и полномочный посол Украины в Финляндии
В статье представлен список чрезвычайных и полномочных послов Украины в Финляндии (укр. Надзвичайний і Повноважний Посол України у Фінляндській Республіці).